# Мркопље
Мркопље је насељено место у општини Брестовац, у западној Славонији, Република Хрватска.

## Историја
До нове територијалне организације налазило се у саставу бивше велике општине Славонска Пожега.

## Становништво
На попису становништва 2011. године, насеље није имало становника.
| Националност       | 1991.    |
| Срби               | 4 (100%) |
| Хрвати             | 0        |
| Југословени        | 0        |
| остали и непознато | 0        |
| Укупно             | 4        |